# Кропоткин, Дмитрий Николаевич
Князь Дми́трий Никола́евич Кропо́ткин (29 января [10 февраля] 1836 — 15 [27] февраля 1879, Харьков) — русский государственный деятель, генерал-майор (1868), губернатор Гродненской (1868—1870) и Харьковской (1870—1879) губерний. Строитель Нового замка в Сигулде, почётный гражданин городов Пружаны и Гродно (1870), Славянск (1872). Убит в Харькове террористом-народовольцем Григорием Гольденбергом.

## Биография

### Семья
Из княжеского рода Кропоткиных (Рюриковичи). Владел родовыми имениями в Рязанской и Тульской губерниях.
Двоюродный брат астронома Александра Кропоткина и революционера-анархиста Петра Кропоткина (их отцы Николай и Алексей были родными братьями); по воспоминаниям последнего, до ареста Николая Чернышевского читал демократическую литературу, высказывался о необходимости реформ. Ходатайствовал за Александра, сосланного в Сибирь за письмо, отправленное в Лондон одному из лидеров народничества Петру Лаврову.
В молодости князь Кропоткин был влюблён в среднюю дочь графа А. М. Борха, графиню Александру Александровну, и намеревался на ней жениться, но в 1859 году, проболев несколько дней тифозной горячкой, она умерла в возрасте 19 лет. Несколько лет спустя Кропоткин женился на её младшей сестре, графине Ольге Борх (1847—1898), и получил в приданое Сигулдскую усадьбу (замок Зегевольд). В этом браке родились:
- Александра (1869—1914).
- Николай (1872—1937, вице-губернатор Курляндии, церемониймейстер, унаследовал от матери её родовой замок Зегевольд).
- Мария (1879—1958, с 1900 года — жена графа Вильгельма Константиновича Стенбок-Фермора).

### Служба
Воспитывался в Школе гвардейских подпрапорщиков и кавалерийских юнкеров. 17 (29) июня 1854 года из вахмистров школы был произведён в корнеты с назначением в конный полк.
В период Крымской войны 1853—1856 годов, с июня по июль 1854 года, находился в составе войск, охранявших окраины Санкт-Петербургской губернии и Выборгского уезда. С июня по сентябрь 1856 года находился в Москве в составе отряда гвардейских войск и гренадерского корпуса, собранных там по случаю коронации императора. В марте 1859 года был назначен на должность полкового адъютанта, в апреле произведён в поручики. В апреле 1860 года произведён в штабс-ротмистры, в апреле 1862 года — в ротмистры. 7 (19) марта 1864 года прикомандирован к инспекторскому департаменту Военного министерства.  4 (16) апреля 1865 года за отличную службу произведён в полковники, 13 (25) января 1868 года — в генерал-майоры с назначением в свиту императора и с зачислением в армейскую кавалерию. Одновременно указом Александра II от 13 (25) января 1868 года назначен военным и гражданским губернатором Гродно.
Пожертвовал в пользу Слонимского Преображенского братства, членом которого являлся с 22 марта (3 апреля) 1856 года, 10 рублей. В 1870 году пожертвовал городу Кобрину 200 рублей, на которые было решено приобрести материалы для постройки полкового цейхгауза.
15 (27) июля 1870 года переведён на должность харьковского губернатора. 9 (21) февраля 1879 года был смертельно ранен террористом-народовольцем Григорием Гольденбергом на углу Московской и Дворянской улиц Харькова. Убийство Дмитрия Николаевича произошло по приговору революционной организации «Земля и воля», вменившей губернатору жестокое подавление студенческих волнений в Харьковском университете и насилие по отношению к политзаключённым в харьковской Холодногорской тюрьме, которую называли «домом ужасов».
- Сигулда. Дворец Д. Н. Кропоткина
- Харьков. Московская улица. Почтовая открытка конца XIX века
- Григорий Гольденберг

<…> в Харькове был убит генерал-губернатор, мой двоюродный брат, Дмитрий Кропоткин, когда он возвращался из театра. Центральная тюрьма, где началась первая голодовка и где он прибег к искусственному кормлению, находилась в его ведении. В сущности, он был не злой человек; я знаю, что лично он скорее симпатизировал политическим; но он был человек бесхарактерный, притом придворный, флигель-адъютант царя, и поэтому предпочёл не вмешиваться, так как одно его слово могло бы остановить жестокое обращение с заключёнными. Но теперь он одобрил поведение тюремщиков, и харьковская молодёжь до такой степени была возмущена обращением с заключёнными, что по нём стреляли и смертельно ранили.— Пётр Кропоткин

## Награды
- Орден Святой Анны 3-й степени (1862)
- Орден Святого Владимира 4-й степени (1864)
- Орден Святой Анны 2-й степени (1866)
- Орден Святого Владимира 3-й степени (1869)
- Орден Святого Станислава 1-й степени (1871)
- Орден Святой Анны 1-й степени (1873)
- Орден Святого Владимира 2-й степени (1876)
- Бронзовая медаль «В память войны 1853—1856»